# دون ك. إدواردز
دون ك. إدواردز (بالإنجليزية: Don C. Edwards)‏ هو سياسي أمريكي، ولد في 13 يوليو 1861 في الولايات المتحدة، وتوفي بنفس المكان في 19 سبتمبر 1938. حزبياً، نشط في الحزب الجمهوري. انتخب عضو مجلس النواب الأمريكي.